# Moreno Di Biase
Moreno Di Biase, né le 5 novembre 1975 à Lanciano, est un coureur cycliste italien.

## Palmarès et classements mondiaux

### Palmarès amateur
- 1996
  - Trophée de la ville de Castelfidardo
  - Circuit de Cesa
  - 2e de la Coppa Messapica
- 1997
  - Trophée Alvaro Bacci
  - Trophée Franco Balestra
  - Grand Prix San Giuseppe
  - 6e étape du Tour des régions italiennes
  - 3e de Florence-Empoli

### Palmarès professionnel
- 1999
  - 5e étape du Tour de Langkawi
  - 6e étape du Tour de Slovénie
  - 1re étape du Tour du Japon
- 2000
  - 5e étape du Tour des Abruzzes
- 2002
  - 4e et 7e étapes du Tour de Langkawi
  - 3e étape du Brixia Tour
- 2003
  - 2e étape du Tour de Géorgie
- 2005
  - 1re et 7e étapes du Tour de Langkawi

### Résultats sur les grands tours

#### Tour de France
1 participation
- 1999 : abandon (17e étape)

#### Tour d'Italie
5 participations
- 2000 : 119e
- 2001 : 118e
- 2002 : 137e
- 2003 : abandon
- 2005 : abandon

### Classements mondiaux
| Année           | 2005 |
| --------------- | ---- |
| UCI Africa Tour | 58e  |
| UCI Europe Tour | 793e |